# Bikini beat/Quello che non sai
Bikini beat/Quello che non sai è il secondo singolo dei Pooh, pubblicato dopo circa due mesi dal precedente Vieni fuori, nel 1966, con la casa discografica Vedette.

## Descrizione
Dei due, solo Quello che non sai è stato inserito nel primo album dei Pooh, Per quelli come noi, mentre Bikini beat fu escluso.
Quello che non sai, versione italiana di Rag Doll dei Four Seasons, è tuttora una tappa fondamentale dei concerti del gruppo; nel singolo, il brano viene cantato da Mauro.

## Tracce
LATO A
1. Bikini beat (testo: Pantros – musica: Henri Tical)

LATO B
1. Quello che non sai (testo: Antonietta De Simone – musica: Bob Crewe e Bob Gaudio)

## Formazione 1966

### Singolo
- Valerio Negrini – voce, batteria
- Mauro Bertoli – voce, chitarra solista
- Mario Goretti – voce, chitarra ritmica
- Bob Gillot – voce, pianoforte, tastiere
- Gilberto Faggioli – voce, basso

### Album
- Valerio Negrini – voce, batteria
- Mauro Bertoli – voce, chitarra solista
- Mario Goretti – voce, chitarra ritmica
- Roby Facchinetti – voce, pianoforte, tastiere
- Riccardo Fogli – voce, basso

## Formazione 1998
- Stefano D'Orazio – voce, batteria e percussioni
- Dodi Battaglia – voce, chitarra
- Roby Facchinetti – voce, pianoforte, tastiere
- Red Canzian – voce, basso